# Frivilliga exportrestriktioner
Frivilliga exportrestriktioner är en variant av importkvoter, där det exporterande landet inför begränsningar.
Frivilliga exportrestriktioner kan uppstå av militärpolitiska eller handelspolitiska skäl. I det senare fallet kan frivilliga exportrestriktioner uppstå på begäran av det importerande landet ofta då som en del av en handelspolitisk överenskommelse länderna emellan, en typ av "kohandel".